# Гур’єво (сільське поселення село Волковське)
Гур’єво (рос. Гурьево) — присілок в Таруському районі Калузької області Російської Федерації.
Населення становить 58 осіб. Входить до складу муніципального утворення Село Волковське.

## Історія
Від 2004 року входить до складу муніципального утворення Село Волковське

## Населення
| 2002 | 2007 | 2010 |
| ---- | ---- | ---- |
| 66   | ↘52  | ↗58  |